# Nifoxipam
Nifoxipam ist eine chemische Verbindung aus der Gruppe der Benzodiazepine und Metabolit von Flunitrazepam. Die Verbindung wird seit 2014 als Forschungschemikalie vertrieben.
Nifoxipam kann durch Gaschromatographie mit Massenspektrometrie-Kopplung identifiziert werden. Die Verbindung zeigte eine tranquillisierende (Kampftest) und eine schlafverlängernde Wirkung bei einer wesentlich geringeren Toxizität als Vergleichssubstanzen.